# Jai Rodriguez
Jai Rodriguez (Brentwood, 22 giugno 1979) è un attore e cantante statunitense.

## Biografia
Nato a Brentwood in una famiglia di origini portoricane e italiane, Rodriguez ha fatto il suo debutto sulle scene nel 1998, nella prima produzione di Toronto del musical Premio Pulitzer Rent, in cui interpretava Angel. Dopo essere tornato a ricoprire il ruolo nella tournée statunitense, nel 1999 Rodriguez fece il suo debutto a Broadway con Rent, in cui era il sostituto per la parte di Angel.
Nel 2003 fu il protagonista del musical Zanna, Don't! nell'Off Broadway e nello stesso anno si è unito al cast del reality Queer Eye nel ruolo di esperto di cultura popolare, relazioni e interazioni sociali. Rodriguez rimase con il reality fino al 2007, apparendo nel frattempo in film e musical a Broadway, tra cui Rent nel 2004 e The Producers nel 2005. Dopo la fine di Queer Eye, Rodriguez continuò a recitare sul piccolo schermo in serie TV come How I Met Your Mother, Bones e Grey's Anatomy. Nel 2007 ha pubblicato il suo primo album, Broken.
Rodriguez è dichiaratamente omosessuale.

## Filmografia parziale

### Cinema
- Un ragazzo tutto nuovo (The New Guy), regia di Ed Decter (2002)
- The Producers - Una gaia commedia neonazista (The Producers), regia di Susan Stroman (2005)

### Televisione
- La valle dei pini - serie TV, 1 episodio (1993)
- Queer Eye - serie TV, 96 episodi (2003-2007)
- Una vita da vivere - serie TV, 2 episodi (2005)
- Nip/Tuck - serie TV, 1 episodio (2007)
- Harry's Law - serie TV, 1 episodio (2011)
- How I Met Your Mother - serie TV, 2 episodi (2011-2014)
- Il tempo della nostra vita - serie TV, 1 episodio (2012)
- Are You There, Chelsea? - serie TV, 1 episodio (2012)
- Bones - serie TV, 1 episodio (2012)
- Malibu Country - serie TV, 18 episodi (2012-2013)
- Kingdom - serie TV, 3 episodi (2014)
- Liv e Maddie - serie TV, 1 episodio (2015)
- Grace and Frankie - serie TV, 1 episodio (2016)
- The Magicians - serie TV, 1 episodio (2017)
- Grey's Anatomy - serie TV, 1 episodio (2017)
- Dice - serie TV, 1 episodio (2017)
- Wisdom of the Crowd - Nella rete del crimine - serie TV, 2 episodi (2017)
- Ryan Hansen Solves Crimes on Television - serie TV, 1 episodio (2017)
- The Resident - serie TV, 1 episodio (2018)
- Dollface - serie TV, 1 episodio (2019)
- The Rookie - serie TV, 1 episodio (2020)
- Uncoupled - serie TV (2022)
- Awkwafina è Nora del Queens - serie TV, 2 episodi (2023)
- High Potential - serie TV, 1 episodio (2024)
- Febbre d'amore - soap opera (2025)

## Teatro
- Rent, colonna sonora e libretto di Jonathan Larson, regia di Michael Greif. Tour statunitense e canadese (1998), Nederlander Theatre di Broadway (1999)
- Spinning into Butter, di Rebecca Gillman, regia di Daniel Sullivan. Lincoln Center di Broadway (2000)
- Zanna, Don't!, colonna sonora di Tim Acito, libretto di Alexander Dinelaris, regia di Devanand Janki. John Houseman Theater dell'Off Broadway (2003)
- Rent, colonna sonora e libretto di Jonathan Larson, regia di Michael Greif. Nederlander Theatre di Broadway (2004)
- Hair, colonna sonora di Galt MacDermot, libretto di James Rado e Gerome Ragni, regia di Christopher Gattelli. New Amsterdam Theatre di New York (2004)
- The Producers, colonna sonora e i libretto di Mel Brooks, regia di Susan Stroman. Saint James Theatre di Broadway (2005)
- Rent, colonna sonora e libretto di Jonathan Larson, regia di Nick DeGruccio. Richard and Karen Performing Arts Center di Long Beach (2009)
- In the Heights, colonna sonora di Lin-Manuel Miranda, libretto di Quiara Alegría Hudes, regia di Sam Woodhouse. San Diego Repertory Theatre di San Diego (2013)
- Buyer & Cellar, di Jonathan Tolins, regia di Dimitri Toscas. Falcon Theatre di Burbank (2016)

## Discografia

### Singoli
- 2003 - Love is Good

### Album
- 2007 - Broken

## Opere letterarie
- Queer Eye for the Straight Guy: The Fab 5s Guide to Looking Better, Cooking Better, Dressing Better, Behaving Better, and Living Better, Clarkson N. Potter, 2004. ISBN 978-1422354629

## Doppiatori italiani
Nelle versioni in italiano dei suoi lavori, Jai Rodriguez è stato doppiato da:
- Leonardo Graziano in Fantasy Island, Shawn, Malibu' Country, Geoffrey
- Davide Garbolino in Nip/Tuck
- Daniele Raffaeli in Grey's Anatomy
- Gianluca Crisafi in Liv e Maddie
- Antonio D'Alessandro in Uncoupled
- Luigi Morville in High Potential